# Aurélien Rousseau
Pour les articles homonymes, voir Rousseau.
Aurélien Rousseau, né le 25 juin 1976 à Alès (Gard), est un haut fonctionnaire et homme politique français, membre du Conseil d'État et dirigeant d'établissement public.
Il a exercé plusieurs années à la Ville de Paris, notamment au cabinet du maire de Paris Bertrand Delanoë et de 2015 à 2017 auprès des Premiers ministres Manuel Valls et Bernard Cazeneuve, dont il fut le directeur adjoint de cabinet et conseiller social.
De 2018 à 2021, il est directeur général de l'Agence régionale de santé Île-de-France (ARS IDF) et pilote la politique de santé en région, notamment pendant la pandémie de Covid-19.
En mai 2022, il devient directeur de cabinet de la Première ministre Élisabeth Borne. Le 20 juillet 2023, il succède à François Braun et devient ministre de la Santé et de la Prévention. Il démissionne le 20 décembre suivant, à la suite de l'adoption du projet de loi relatif à l'immigration, en désaccord avec la politique gouvernementale.
Il est élu député lors des élections législatives de 2024. Membre du parti Place publique, il siège au groupe Socialistes et apparentés à l'Assemblée nationale.

## Biographie

### Origines, formation et débuts
Fils de Janine Boyer-Rousseau, enseignante de philosophie et ancienne militante du Parti communiste français puis du Parti socialiste unifié, Aurélien Rousseau grandit à Saint-Hilaire-de-Brethmas dans le Gard, à côté de la ville d'Alès.
Après être passé par une khâgne, puis avoir obtenu une maîtrise en histoire, il échoue au concours de l'agrégation et réussit le CAPES d'histoire-géographie.
Il commence sa carrière professionnelle en 1999, comme professeur d'histoire-géographie au lycée Jean-Renoir à Bondy. De 2017 à 2020, il a enseigné à l'école urbaine de Sciences Po, où il assurait un cours de droit de la ville au sein du master « Stratégies territoriales et urbaines ».

### Engagement politique
Il rejoint à son tour le Parti communiste français lorsqu'il est enseignant en Seine-Saint-Denis. Il participe à la campagne des élections municipales de Paris en 2001, à l'issue de laquelle il rejoint le cabinet de Pierre Mansat, élu adjoint au maire.
Il quitte la Ville de Paris après avoir réussi le concours d'entrée de l'ENA (promotion Willy Brandt). Sorti en 2009, il rejoint le Conseil d’État comme rapporteur à la dixième chambre de la section du contentieux.
Le ministre de la Culture Frédéric Mitterrand lui confie deux missions pendant cette période : une mission relative au développement du livre numérique en France (2010) et une mission sur les dispositifs de soutien à mettre en œuvre en faveur des librairies indépendantes (2012).
Aurélien Rousseau quitte le Conseil d'État en 2012 pour faire son retour à la Ville de Paris en tant que directeur adjoint du cabinet de Bertrand Delanoë, alors maire de Paris, puis à partir de 2014 comme secrétaire général adjoint.
Il rejoint en octobre 2015 le cabinet du Premier ministre Manuel Valls comme directeur de cabinet adjoint et conseiller social. Il y suit en particulier les affaires sociales, parmi lesquelles les questions de santé, ainsi que l'éducation, la culture et l'agriculture. Il est l'interlocuteur des syndicats pendant la période d'élaboration de la loi travail,. Il poursuit ses fonctions auprès de Bernard Cazeneuve, qui succède à Manuel Valls au poste de Premier ministre le 6 décembre 2016.

### Direction de la Monnaie de Paris
Aurélien Rousseau est nommé président-directeur général de la Monnaie de Paris le 29 mars 2017. Il engage un plan de transformation particulièrement centré sur les activités industrielles de l'entreprise. Il poursuit par ailleurs la politique de développement des marchés à l’exportation,.

### Direction de l'Agence régionale de santé Île-de-France
Le 25 juillet 2018, Aurélien Rousseau est nommé directeur général de l'Agence régionale de santé Île-de-France par le conseil des ministres, à la suite de Christophe Devys. Il prend ses fonctions le 3 septembre 2018. Il est notamment chargé de mettre en œuvre dans la région les orientations du plan Ma Santé 2022. Il est membre du comité de pilotage national de ce plan. Il fait face à deux crises importantes au printemps 2019 : le mouvement de grève dans les services d'urgence et la gestion des conséquences sanitaires de l'incendie de Notre-Dame de Paris.
Lors de la deuxième vague de pandémie de Covid-19, l’ARS Île-de-France profite des effets induits par la gestion de l'épidémie et tire les leçons de la première vague en souhaitant encore mieux articuler les professionnels de ville et l’hôpital. Le 7 juillet 2021, il annonce son départ de l'ARS.
Il quitte ses fonctions en août 2021 à sa demande et réintègre le Conseil d'État, son corps d’origine. Il est par ailleurs à partir de la rentrée 2021 professeur associé à l'École des hautes études en sciences sociales, où il conduit un séminaire sur la transformation de l'État.

### Matignon
Le 17 mai 2022, il est nommé directeur de cabinet d'Élisabeth Borne, après la nomination de cette dernière comme Première ministre. À ce poste, il est l'artisan principal de la réforme des retraites, à la loi Travail La perpective d'une nouvelle loi immigration négociée avec les Républicains (LR) le convainc de quitter son poste en juillet 2023.

### Ministre de la Santé et de la Prévention
Le 20 juillet 2023, il est nommé ministre de la Santé et de la Prévention, succédant à François Braun,.
Lors de sa nomination, la presse relève que le poste de son épouse, directrice déléguée de la CNAM, fait craindre une situation de conflit d'intérêts,,. Le secrétariat général du gouvernement estime dans une note que sa femme peut conserver son poste à condition que le ministre « se déporte de toute décision qui concernerait la situation personnelle de sa conjointe au sein de la Caisse nationale de l'assurance maladie »,. Saisie, la HATVP juge que le décret de déport « satisfait aux exigences de prévention des conflits d’intérêts ».
Décrit comme un socio-démocrate, il annonce son intention de démissionner le soir du 19 décembre 2023, en réaction à l'adoption par le Parlement du projet de loi sur l'immigration,,. Olivier Véran confirme sa démission lors d'une conférence de presse à la suite du Conseil des ministres du 20 décembre 2023. Agnès Firmin-Le Bodo lui succède à la tête du ministère.

### Autres fonctions
En 2020, il est élu conseiller municipal de Saint-Hilaire-de-Brethmas sur la liste conduite par le maire Jean-Michel Perret.
Le 14 juin 2024, sa candidature est annoncée sur le quota Parti socialiste et Place publique dans le cadre du Nouveau Front populaire aux législatives anticipées du 30 juin 2024. Il est candidat dans la septième circonscription des Yvelines de Conflans-Sainte-Honorine, ancienne circonscription de Michel Rocard,, ; il arrive en tête au premier tour.
Il est élu député de la 7e circonscription des Yvelines le 7 juillet 2024 face à la sortante, Nadia Hai.

## Publications

### Articles et contributions à des ouvrages collectifs
- Une collection politique ?, en coll. catalogue d’exposition, Paris, 2002.
- La décentralisation depuis 1945, en coll., LGDJ, Paris, 2005[43].
- Paris-banlieues, conflits et solidarités, sous la direction d’Annie Fourcaut, Paris, 2007[44].
- « La Banlieue, mythe politique français », avec Hugo Bevort, in Esprit, Paris, 2013 (mars-avril)[45].
- « Pierre Tissier, un homme de l’État », avec Matthieu Schlesinger in Faire des choix ? Les fonctionnaires dans l'Europe des dictatures, 1933-1948, sous la direction de Marc Olivier Baruch, Paris, 2014[46].
- « Les deux visages d’un trésor », in Paris, théâtre des opérations, sous la direction de Sylvain Venayre, Le Seuil, Paris, 2018[47].

### Pièces de théâtre
- Traces, interprétée par la compagnie Le petit théâtre de pain à la Scène nationale de Bayonne, 2009[48]
- Le Siphon, interprétée par la compagnie Le petit théâtre de pain à la Scène nationale de Bayonne, 2012[49]

### Roman
- Boucle d’Or, éditions Le Passage, Paris, 2016  (ISBN 978-2847423228)[50].

### Essai
- La Blessure et le Rebond : Dans la boîte noire de l'État face à la crise, Paris, Odile Jacob, 2022, 320 p. (ISBN 9782415003029)

## Décorations
- Chevalier de la Légion d'honneur (décret du 31 décembre 2020)[51]’[52]
- Chevalier de l'ordre national du Mérite (décret du 19 mai 2018)[53]
- Officier de l'ordre des Palmes académiques [réf. nécessaire]
- Chevalier de l'ordre du Mérite agricole [réf. nécessaire]
- Commandeur de l'ordre des Arts et des Lettres, de droit en tant que membre du conseil de l'ordre (2018)[54],[55].
- Médaille d'honneur du service de santé des armées [réf. nécessaire]
- 1re classe d'honneur de la Brigade des Sapeurs-pompiers de Paris [réf. nécessaire]

## Vie privée
Il est marié avec Marguerite Cazeneuve, directrice déléguée au sein de la Caisse nationale de l'assurance maladie (CNAM) depuis 2021, fille de Jean-René Cazeneuve et sœur de Pierre Cazeneuve, tous deux députés Renaissance. Sa belle-mère, Béatrice Cazeneuve, est retraitée depuis juin 2023 du comité de direction de la branche française du laboratoire pharmaceutique Eli Lilly and Company.
Il a trois enfants.
Le 3 juin 2025, depuis le banc de l’Assemblée nationale lors d’une séance de questions au gouvernement, Aurélien Rousseau révèle avoir été diagnostiqué d’un cancer. À cette occasion, il appelle le gouvernement à ne pas réduire les budgets alloués à la recherche et à renforcer les actions de prévention contre cette maladie dont il annonce une explosion des cas,. 